# Dayah Lubue
Dayah Lubue is een bestuurslaag in het regentschap Pidie Jaya van de provincie Atjeh, Indonesië. Dayah Lubue telt 619 inwoners (volkstelling 2010).